# Brazil Rio de Janeiro 500 Years Open
O Brazil Rio de Janeiro 500 Years Open foi o primeiro dos dois torneios de golfe disputados em 2000 para comemorar os quinhentos anos do descobrimento do Brasil por Pedro Álvares Cabral, em 1500. Ambos foram incluídos no calendário do circuito europeu da PGA, marcando a primeira visita do circuito na América do Sul.
O torneio foi realizado no Itanhangá Golf Club, no Rio de Janeiro e foi vencido pelo inglês Roger Chapman ao triunfar em um playoff morte súbita, derrotando o irlandês Pádraig Harrington, que venceu o segundo torneio em São Paulo, na semana seguinte.

## Campeão
| Ano  | Campeão       | País       | Pontuação | Par | Margem de vitória    | Vice-campeão       |
| ---- | ------------- | ---------- | --------- | --- | -------------------- | ------------------ |
| 2000 | Roger Chapman | Inglaterra | 270       | −18 | Playoff (2.º buraco) | Pádraig Harrington |